# Petsamomyces polymorphus
Вид царства грибов (Fungi), помеченный исследователями как "Incertae sedis" - «неопределённого положения». Из угленосных отложений раннего протерозоя, микрофоссилии Petsamomyces polymorphus, найдены на Кольском полуострове и датируются ранним протерозоем (2 млрд. лет назад).
Данная находка, возможно, делает Petsamomyces древнейшим докембрийским микроископаемым, предположительно имеющим морфологическое сходство со структурами, наблюдаемыми у Peronosporomycetes.Сложность идентификации связана с невозможностью определить подходящий род или семейство для древнего вида P. polymorphus. В строении гриба характерно наличие шаровидных «цист» и «спорангиев», также описываются «гифы». Размеры тел варьируют в широких пределах от 10 × 17 до 39 × 83 мкм (в среднем 20,3 × 48,7 мкм, = 198). «Гифы» шириной 3–6 мкм, с неглубокими перетяжками, многократно ветвятся. «Спорангии» имеют овальную или каплевидную форму. 

Все морфологические наименования гриба условны, потому что невозможно в точности интерпретировать ископаемое по имеющимся микрофоссилиям.
Этот морфотип невозможно однозначно интерпретировать в ископаемом состоянии. Ветвящиеся нити, сопоставимые с гифами и встречающиеся в тесной ассоциации с амебоидными телами и цистами, не обнаруживают близкого сходства ни с одним из известных таксонов докембрийских микрофоссилий.

#### Поздний скепсис
Было высказано мнение, что микрофоссилии относятся к празинофитам (зеленые водороcли/цианобактерии), одноклеточным иcкопаемым микроорганизмам Pechengia из фоcфоритов оcадочной cвиты Пилгуярви (2.04 млрд лет) Кольcкого полуострова. Соответственно, в связи с чем ископаемые датируют ещё более древними.
Более крупные нити (которые могли бы оказаться цианобактериями) почти всегда лежат на поверхности породы или же заполняют трещины, поэтому мы склонны рассматривать их как более позднюю контаминацию.